# René Sylvestre
René Sylvestre (Saint-Marc, 14 settembre 1962 – Mirebalais, 23 giugno 2021) è stato un giurista haitiano, presidente della Corte suprema di Haiti dal 1 febbraio 2019 fino alla sua morte.

## Biografia
Sylvestre è nato in una famiglia operaia. Dopo gli studi secondari a Saint-Marc, ha frequentato l'università e si è laureato in giurisprudenza. Ha dedicato gran parte della sua vita alla giustizia ad Haiti.
Dal settembre 1993 al novembre 1994, Sylvestre è stato commissario del primo tribunale di Saint-Marc. Nel 1996 fu nominato giudice, dando inizio ad una lunga carriera nella magistratura haitiana. Dal 12 giugno 1998 al 12 maggio 2004 è stato decano del Tribunale di primo grado di Saint-Marc. Quell'anno fu nominato alla Corte Suprema. Il 3 febbraio 2016 è entrato a far parte del Consiglio Superiore del Tribunale. Il 1º febbraio 2019, è stato nominato presidente della Corte suprema come successore di Jules Cantave dal presidente Jovenel Moïse.
Sylvestre è morto di COVID-19 all'ospedale universitario di Mirebalais il 23 giugno 2021, all'età di 58 anni.